# Tre spari di commiato

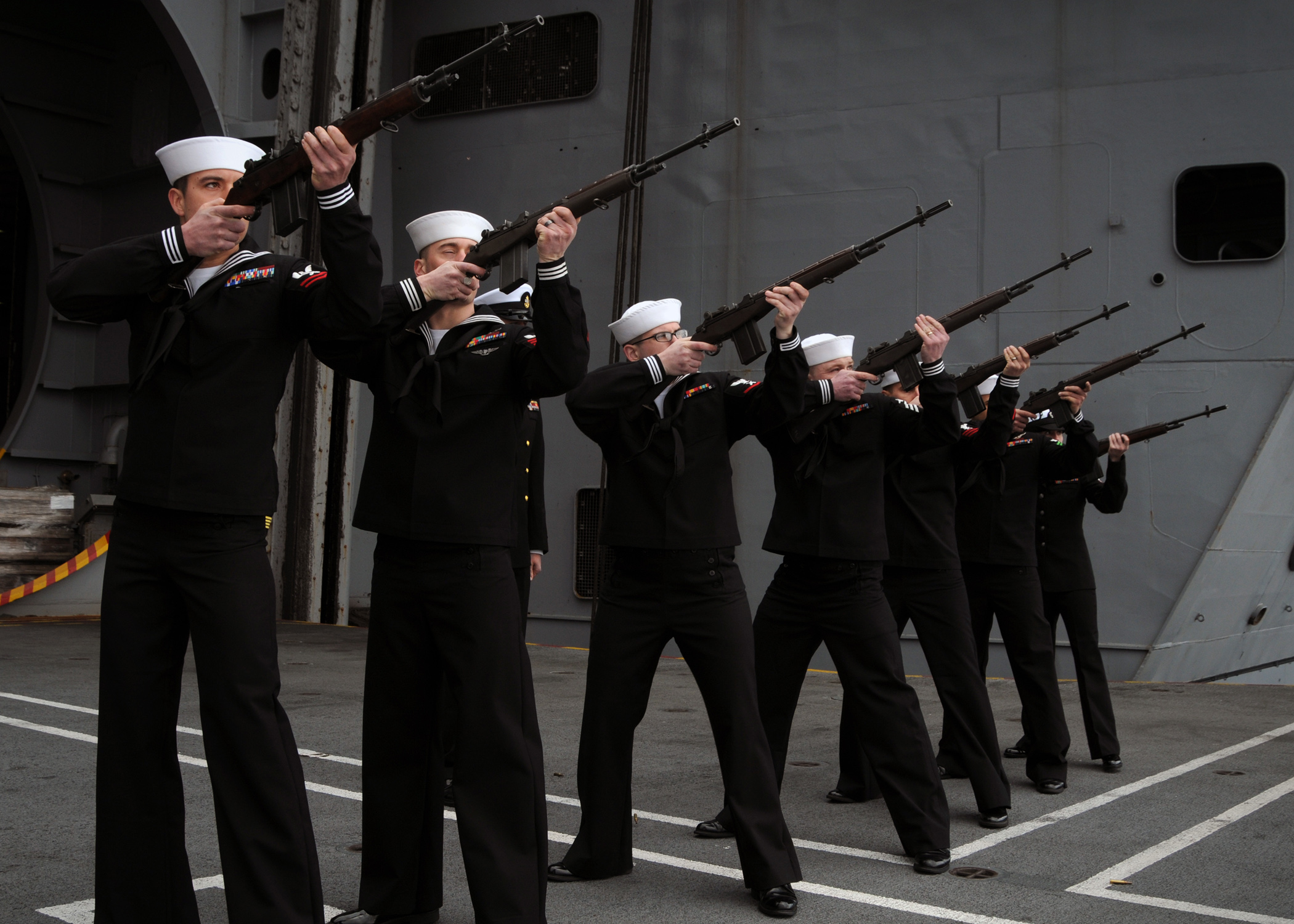
I marinai della United States Navy formano un gruppo di fucilieri per sparare salutando il morto sul ponte della portaerei USS Abraham Lincoln nel corso di una sepoltura in mare.

I tre spari di commiato sono un atto cerimoniale eseguito nei funerali militari e talvolta anche nei funerali di Stato: la cerimonia consiste nello sparo all'unisono di tre colpi di arma da fuoco da parte di un piccolo plotone di militari, come gesto di commemorazione del defunto.

## Storia
Tale atto commemorativo ha diverse origini a seconda delle varie fonti.
Secondo una prima interpretazione, esso proverrebbe dall'epoca romana dove, alla fine della giornata della battaglia, quando il campo di battaglia era libero, se il corpo del soldato ucciso veniva rimosso e se ne conosceva l'identità si sarebbe chiamato il suo nome tre volte nella notte come forma per ricordare il suo sacrificio.
Altra possibile origine proviene dalle guerre dinastiche europee, dove era uso sospendere i combattimenti per recuperare i morti e i feriti dal campo battaglia; quando tre colpi venivano sparati in aria, questi segnalavano che la battaglia poteva riprendere.

## Negli Stati Uniti d'America
Negli Stati Uniti d'America i tre spari di commiato sono parte della cerimonia dove presenzia anche una guardia d'onore: questa si compone di un gruppo fucilieri che sparano cartucce a salve in aria per tre volte.
Il plotone di fucilieri è composto solitamente di un numero dispari di membri, da 3 a 7. L'arma utilizzata è tipicamente un fucile, ma in alcuni funerali dei poliziotti sono usati fucili a pompa o pistole. Il plotone di solito si trova in modo che i bocche siano puntate verso la bara; tuttavia, se persone in lutto sono presenti vicino alla tomba, il plotone si posiziona a una certa distanza (spesso raccomandata almeno 50 piedi) in modo da non assordare i partecipanti e ridurre al minimo il disturbo. Se il servizio viene eseguita in ambienti chiusi, il plotone si trova all'esterno dell'edificio, spesso vicino alla porta d'ingresso. Al comando del sottufficiale in carica, il plotone solleva le armi e spara tre volte all'unisono.
Nelle moderne celebrazioni militari si usano fucili M1, M14 o M16. In alcune celebrazioni si utilizzano fucili con un apposito adattatore per sparare a salve. Allo stesso modo, l'M1 e l'M14 sono generalmente preferiti perché il loro aspetto datato sembra maggiormente consono a questa tradizione e perché le loro maniglie dell'otturatore sono più manovrabili in maniera dignitosa e solenne.
Tipicamente le tre cartucce sparate sono poi collocate all'interno della bandiera ripiegata prima della consegna al parente più prossimo; le cartucce significano "dovere, onore e sacrificio".

## Nel Regno Unito e nel Commonwealth
Una cerimonia analoga viene effettuata dalle forze armate del Regno Unito e il Commonwealth.

## In Irlanda
In Irlanda sparano i tre colpi a salve anche ai funerali dei volontari dell'Irish Republican Army (IRA).